# My Voice
| Оценки критиков | Оценки критиков                                                          |
| Источник        | Оценка                                                                   |
| --------------- | ------------------------------------------------------------------------ |
| IZM             | 3 из 5 звёзд · 3 из 5 звёзд · 3 из 5 звёзд · 3 из 5 звёзд · 3 из 5 звёзд |
| The Star        | 8/10                                                                     |

My Voice (с англ. — «Мой Голос») – первый студийный альбом южнокорейской певицы Тэён. Был выпущен 28 февраля 2017 года лейблом S.M. Entertainment при поддержке KT Music. Существует две физические версии альбома, которые отличаются по обложкам и буклетам. Музыкально композиции альбома раскрывают вокальные данные исполнительницы и являются смешением различных жанров, таких как поп, поп-рок и PBR&B. 18 февраля 2017 года, за десять дней до выхода альбома, был выпущен видеоклип на песню «I Got Love» в качестве промосингла.
Главный сингл «Fine» был выпущен вместе с выходом альбома, в полночь 28 февраля 2017 года. Для промоушена Тэён выступала на трёх музыкальных программах – Music Bank, Music Core и Inkigayo с 3 по 5 марта. Альбом был коммерчески успешен, заняв первое место в Gaon Albums Chart в первую неделю после релиза со 109 275 проданными физическими копиями. 5 апреля было выпущено делюкс-издание. По сравнению с оригинальной версией был добавлен сингл «11:11», выпущенный в 2016 году, и три новые песни, а также новый сингл «Make Me Love You».

## Предпосылки и релиз
С момента дебюта в качестве сольной артистки осенью 2015 года и выпустив успешные мини-альбомы I и Why, Тэён стала самой популярной знаменитостью 2016 года в Южной Корее. 14 февраля 2017 года её агентство S.M. Entertainment объявило о выпуске первого полноформатного альбома в конце того же месяца. Днём позже были выпущены промо-фото и тизер видеоклипа «I Got Love», который стал промосинглом и был доступен для покупки ещё до официального релиза альбома. 20 февраля было объявлено название – My Voice, а главным синглом стала композиция «Fine».

## Промоушен
До релиза альбома была выпущена серия промо-роликов через Naver и YouTube. Промоушен начался 3 марта с выступления на Music Bank, и продолжился до 5 марта выступлениями на Music Core и Inkigayo.
29 марта стало известно о выпуске делюкс-издания, которое станет доступно 5 апреля. В него включили предыдущий цифровой сингл «11:11» и три новые песни. Синглом стала композиция «Make Me Love You».
12 мая стартовал азиатский концертный тур Persona, в рамках которого Тэён посетила Гонконг, Тайбэй и Бангкок.

## Список композиций
| №                   | Название                      | Текст песни         | Музыка                                                                                  | Длительность |
| ------------------- | ----------------------------- | ------------------- | --------------------------------------------------------------------------------------- | ------------ |
| 1.                  | «Fine»                        | Чин Ри              | Майкл Вудс Кевин Уайт Эндрю Бэззи Шейлин Кэролл MZMC                                    | 3:29         |
| 2.                  | «Cover Up»                    | Realmeee            | Grades Кэролайн Эйлин Realmeee                                                          | 3:26         |
| 3.                  | «Feel So Fine» (кор. 날개)    | Мун Хе Мин          | Кортни Улси Дэниэл Дам Кэтрин Клиф Йохан Густафссон Себастьян Ландберг Фредрик Хаггстам | 3:39         |
| 4.                  | «I Got Love»                  | Kenzie              | Kenzie Томас Тролсен Eyelar                                                             | 3:10         |
| 5.                  | «I'm OK»                      | Йорки Рю Ву         | Devine-Channel Тайлер Шейми Диана Сальваторе Fabio BOI Angelini                         | 3:34         |
| 6.                  | «Time Lapse»                  | Ким Чон Ван         | Ким Чон Ван ZOOEY                                                                       | 4:14         |
| 7.                  | «Sweet Love»                  | Kenzie              | Kenzie The Stereotypes Ракель Антеола                                                   | 3:04         |
| 8.                  | «When I Was Young»            | Ли Чжу Хён          | Ли Чжу Хён                                                                              | 3:52         |
| 9.                  | «Lonely Night»                | Kenzie              | Kenzie                                                                                  | 3:43         |
| 10.                 | «Love in Color» (кор. 수채화) | Ли Юн Сол           | Майя Мари Лэнстон Крайста Янгс                                                          | 2:57         |
| 11.                 | «Fire»                        | JQ Чо Ми Янг        | Майя Мари Лэнстон Беннет Армстронг Джастин Армстронг Кара Чарноу                        | 3:07         |
| 12.                 | «Eraser»                      | Mafly Ли Сеу Ран    | Dillon Pace Шон Дуглас Фелиция Бартон                                                   | 2:54         |
| Общая длительность: | Общая длительность:           | Общая длительность: | Общая длительность:                                                                     | 41:15        |

| №                   | Название                                                      | Текст песни         | Музыка                 | Длительность |
| ------------------- | ------------------------------------------------------------- | ------------------- | ---------------------- | ------------ |
| 13.                 | «Time Spent Walking through Memories» (кор. 기억을 걷는 시간) | Ким Чон Ван         | Ким Чон Ван Хон Со Чин | 3:53         |
| Общая длительность: | Общая длительность:                                           | Общая длительность: | Общая длительность:    | 45:19        |

| №                   | Название                                                                         | Текст песни         | Музыка                                                                                  | Длительность |
| ------------------- | -------------------------------------------------------------------------------- | ------------------- | --------------------------------------------------------------------------------------- | ------------ |
| 1.                  | «Make Me Love You»                                                               | Чо Юн Кён           | Айрон Бенвард Мэттью Тишлер Фелиция Бартон                                              | 3:33         |
| 2.                  | «Fine»                                                                           | Чон Ри              | Майкл Вудс Кевин Уайт Эндрю Бэззи Шейлин Кэролл MZMC Rice n' Peas                       | 3:29         |
| 3.                  | «Cover Up»                                                                       | Realmeee            | Grades Кэролайн Эйлин Realmeee                                                          | 3:26         |
| 4.                  | «Feel So Fine» (кор. 날개)                                                       | Мун Хе Мин          | Кортни Улси Дэниэл Дам Кэтрин Клиф Йохан Густафссон Себастьян Ландберг Фредрик Хаггстам | 3:39         |
| 5.                  | «I Got Love»                                                                     | Kenzie              | Kenzie Томас Тролсен Eyelar                                                             | 3:10         |
| 6.                  | «I'm OK»                                                                         | Йорки Рю Ву         | Devine-Channel Тайлер Шейми Диана Сальваторе Fabio BOI Angelini                         | 3:34         |
| 7.                  | «Time Lapse»                                                                     | Ким Чон Ван         | Ким Чон Ван ZOOEY                                                                       | 4:14         |
| 8.                  | «Sweet Love»                                                                     | Kenzie              | Kenzie The Stereotypes Ракель Антеола                                                   | 3:04         |
| 9.                  | «When I Was Young»                                                               | Ли Чжу Хён          | Ли Чжу Хён                                                                              | 3:52         |
| 10.                 | «I Blame on You»                                                                 | Йорки               | Дэвин Шанель Лена Леон Аврора Пфеиффер Райан Хендерсон Ричард Бейнон                    | 3:23         |
| 11.                 | «Lonely Night»                                                                   | Kenzie              | Kenzie                                                                                  | 3:43         |
| 12.                 | «11:11»                                                                          | Ким Еана            | Кристиан Винтен Челси Граймс                                                            | 3:43         |
| 13.                 | «Love in Color» (кор. 수채화)                                                    | Ли Юн Сол           | Майя Мари Лэнстон Крайста Янгс                                                          | 2:57         |
| 14.                 | «Fire»                                                                           | JQ Чо Ми Янг        | Майя Мари Лэнстон Беннет Армстронг Джастин Армстронг Кара Чарноу                        | 3:07         |
| 15.                 | «Eraser»                                                                         | Mafly Ли Сеу Ран    | Dillon Pace Шон Дуглас Фелиция Бартон                                                   | 2:54         |
| 16.                 | «Curtain Call»                                                                   | Чан Юнь Чон         | Питер Валлевик Дэниэл Дэвидсон Тиби Отто Ноэль Сэлмон                                   | 3:52         |
| 17.                 | «Time Spent Walking through Memories» (бонус-трек на CD) (кор. 기억을 걷는 시간) | Ким Чон Ван         | Ким Чон Ван Хон Со Чин                                                                  | 3:53         |
| Общая длительность: | Общая длительность:                                                              | Общая длительность: | Общая длительность:                                                                     | 59:50        |

## Участники записи
Информация взята из буклета альбома:
- Исполнительный продюсер – S.M. Entertainment
- Продюсер – Ли Су Ман
- Директор управления – Нам Со Янг
- A&R директор и координатор – Ли Сан Су, Eugenie, Кан Хи Мок
- Международный A&R – Ли Сео Кён, Ким Сон Мин, Им Хё Кён
- Публикация и авторское право – О Чян Еын

## Чарты
| Чарт (2017)                        | Пиковая позиция |
| ---------------------------------- | --------------- |
| Южная Корея (Gaon Album Chart)     | 1               |
| Япония (Oricon)                    | 39              |
| США Heatseekers Albums (Billboard) | 19              |
| США World Albums (Billboard)       | 2               |

| Чарт (2017)                    | Пиковая позиция |
| ------------------------------ | --------------- |
| Южная Корея (Gaon Album Chart) | 3               |
| Южная Корея (Gaon Album Chart) | 1 (Делюкс)      |

## Продажи
| Страна             | Продажи         |
| ------------------ | --------------- |
| Южная Корея (Gaon) | 142,894         |
| Южная Корея (Gaon) | 67,486 (Делюкс) |
| Япония (Oricon)    | 5,605           |

## История релиза
| Страна        | Дата                 | Формат               | Издание             | Лейбл                       | Ссылки |
| ------------- | -------------------- | -------------------- | ------------------- | --------------------------- | ------ |
| Южная Корея   | 28 февраля 2017 года | CD цифровая загрузка | Стандартное издание | S.M. Entertainment KT Music | [ 20 ] |
| По всему миру | 28 февраля 2017 года | Цифровая загрузка    | Стандартное издание | S.M. Entertainment          | [ 21 ] |
| Южная Корея   | 5 апреля 2017 года   | CD цифровая загрузка | Делюкс-издание      | S.M. Entertainment KT Music | [ 22 ] |
| По всему миру | 5 апреля 2017 года   | Цифровая загрузка    | Делюкс-издание      | S.M. Entertainment          | [ 23 ] |
| Тайвань       | 9 мая 2017 года      | CD                   | Делюкс-издание      | Universal Music Taiwan      | [ 24 ] |